# Prozostrodon brasiliensis
Prozostrodon brasiliensis fou un cinodont avançat relacionat amb els avantpassats dels mamífers. Els seus parents foren els precursors dels primers mamaliaformes. Les restes de P. brasiliensis foren trobades al geoparc de Paleorrota, a la formació de Santa Maria (Brasil), i actualment estan dipositades al departament de Geociències de la Universitat Federal de Rio Grande do Sul.